# Arcinges
Arcinges – miejscowość i gmina we Francji, w regionie Owernia-Rodan-Alpy, w departamencie Loara.
Według danych na rok 1990 gminę zamieszkiwały 122 osoby, a gęstość zaludnienia wynosiła 35 osób/km² (wśród 2880 gmin regionu Rodan-Alpy Arcinges plasuje się na 1499. miejscu pod względem liczby ludności, natomiast pod względem powierzchni na miejscu 1618.).